# Albert Davall
Albert Davall (* 8. November 1821 in Vevey; † 17. September 1892 ebenda) war ein Schweizer Forstwissenschaftler.
Der Sohn von Edmond Davall studierte Forstwirtschaft an der Universität Gießen sowie in Stuttgart. 1851 erhielt er ein Patent als Forstinspektor im schweizerischen Kanton Waadt. Von 1856 bis 1878 war er Forstinspektor des Kreises Lausanne. Ab 1878 wandte er sich ganz der botanischen und standortskundlichen Erforschung der Schweiz zu.
Davall veröffentlichte zahlreiche wissenschaftliche Aufsätze unter anderem in der Zeitschrift des Schweizerischen Forstvereins und den Bulletins der Société Vaudoise des Sciences Naturelles.

## Schriften
- Courte notice sur les effets de l’hiver 1879-80 sur la végétation arborescente en Suisse. Le Pont: Soc. Vaud Sc. Nat., 1880. Bull. Soc. Vaud. Sc. Nat. XVII, 84, S. 99–107.
- Climat de Vevey: tableaux météorologiques. In: Essai théorique et pratique sur la cure de raisins, étudiée plus spécialement à Vevey. - Vevey : Schweighauser, 1860. P. 133-134
- La culture des osiers: rapport à la réunion de la Société suisse des forestiers le 28 août 1878. Jent & Reinert, Berne.